# Niquirana veracruzi
Niquirana veracruzi är en insektsart som beskrevs av Andrej Vasiljevitj Gorochov 2007. Niquirana veracruzi ingår i släktet Niquirana och familjen syrsor. Inga underarter finns listade i Catalogue of Life.